# Wingertsbergschlösschen

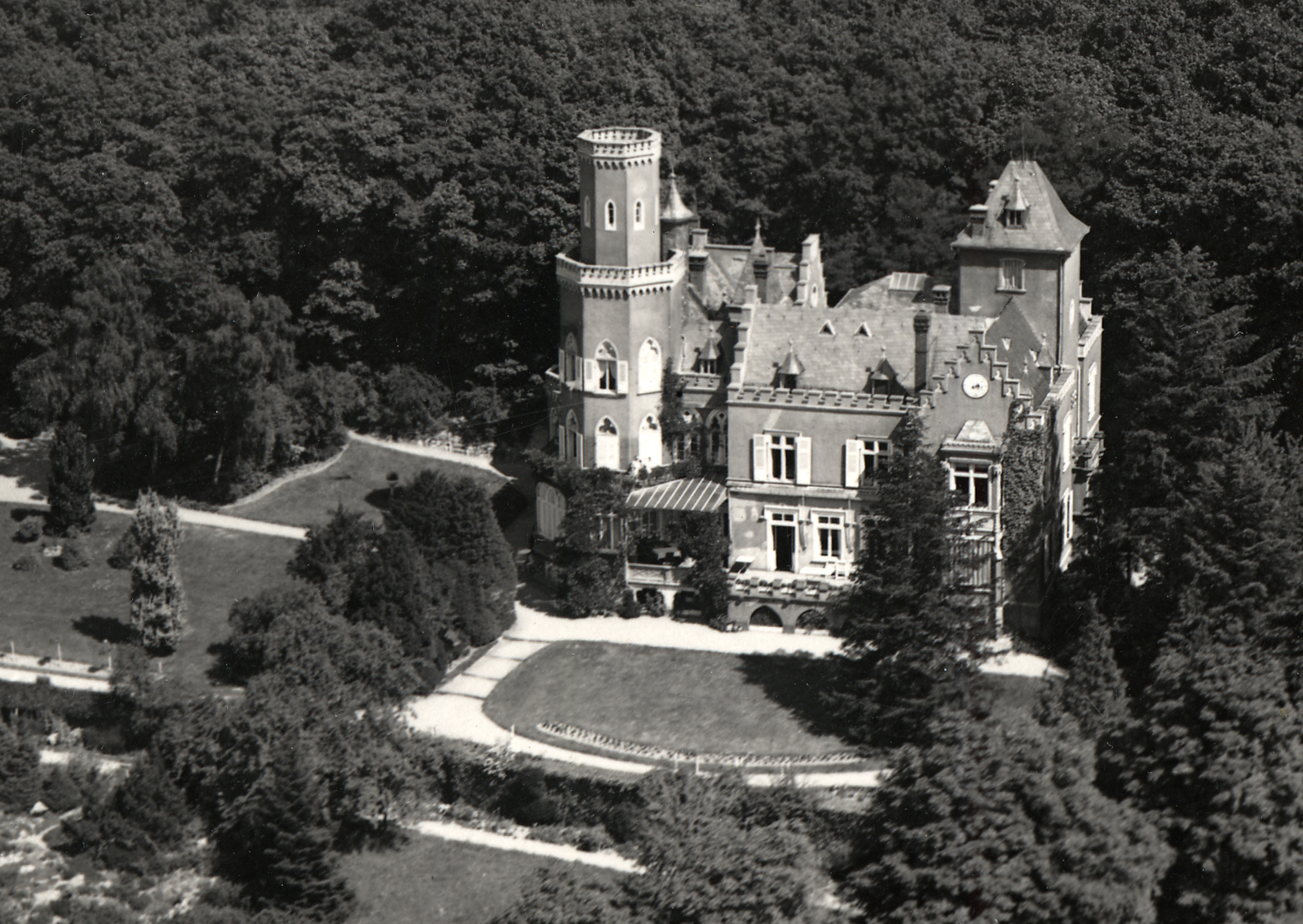
Das Wingertsbergschlösschen um 1930

Das Wingertsbergschlösschen war ein neogotisches Schloss oberhalb des Kurparks in Bad Homburg am Rande des Taunusausläufers Hardtwald. Es wurde um 1860 vom Homburger Regierungsrat Wiesenbach auf dem ehemaligen „Nacktberg“ – auch Wingertsberg genannt – errichtet. Bis ins 18. Jahrhundert wurden an diesem Berg Weintrauben gezogen.
Ursprünglicher Besitzer war Geheimrat Dr. Müller, der den Wingertsberg als Garten nutzte. Er ließ sich hier um 1840 einen kleinen hölzernen Tempel errichten, von dem der Blick vom Taunus bis weit in die Rhein-Main-Ebene reichte. Die fantastische Aussicht war der Grund, warum Regierungsrat Wiesenbach sich um 1860 an diesem Platz den Traum vom eigenen Schloss erfüllte. Der bunte Stilmix aus Erkern, Türmchen, Zinnen und spitzbogigen Fenstern war dem Zeitgeist geschuldet.
Auf dem sich bis ins Tal des Kirdorfer Bachs erstreckenden Gelände fand sich unter prachtvollem Baumbestand auch ein Gewächshaus und ein Gebäude für das Personal. Am Fuß des Wingertsberges betrieb ein Gastwirt den „Wingertsberghof“ mit Milchwirtschaft und Kutschenverleih.
1888 erwarb ein amerikanischer Geschäftsmann namens Reggio Gelände und Gebäude, verkaufte alles bereits zwölf Jahre später an die Familie Giulini. Von 1911 bis 1959 bewohnten Oberstleutnant a. D. Heinrich Hübsch und seine Frau Anni das Wingertsbergschlösschen, wie das im Stadtarchiv Bad Homburg aufbewahrte Gästebuch bezeugt. Hübschs waren Verwandte der Giulini und so kam das Wingertsbergschlösschen im Erbgang an diese Familie zurück. Ab 1960 verkauften diese nach und nach Teile des Geländes als Baugrund, auf dem kleine Villen in bester Lage entstanden.
Das Schlösschen selbst bot damals einen maroden Eindruck und hätte eine Renovierung dringend nötig gehabt. 1964 konnte der Einsturzgefahr noch mit Notabstützungen begegnet werden. Berichte von schweren Gebäuderissen, herunterfallenden Zinnen und Dachziegeln, lanciert von Stadtbaurat Mühlmann (der seiner Zeit auch die komplette Bad Homburger Altstadt abreißen lassen wollte) beeindruckten den hessischen Landeskonservator, der in der angehenden Ruine keinen „historischen oder architektonischen Wert“ sah. Die Bundesversicherungsanstalt für Angestellte kaufte 1966 einen 10.000 Quadratmeter umfassenden Teil des Geländes, ließ das Schlösschen abreißen und stattdessen einen vierundzwanzig Meter hohen Sanatoriumsblock im Stil der Siebzigerjahre errichten. Die Zusage, die Anlage solle so entwickelt werden, dass sich die dahinterliegende Waldkulisse des Hardtwaldes noch über die höchsten Bauten erhebt wurde nicht eingehalten.
Ein detailreiches Wohnhaus im Wingertsbergweg auf L-förmigem Grundriss gilt als ehemaliges Nebengebäude des Wingertsbergschlösschens.